# 高橋ひろし
高橋 ひろし（たかはし ひろし、1963年4月6日 - ）は、日本の男性俳優、声優。埼玉県草加市出身。身長171cm。旧芸名は高橋 広司（読みは同じ）。劇団文学座所属。

## 来歴
幼少期を草加市の松原団地で過ごすが、小学校3年生の時に埼玉県から神奈川県に転居し、中学・高校は川崎市の川崎市立向丘中学校・神奈川県立多摩高等学校へ通学していた。1982年4月、早稲田大学第一文学部（フランス文学専攻）に入学、大学時代には演劇学校にも在籍して芝居やパントマイムなどを学んでいた。
1986年4月、大学を卒業すると役者を志して劇団文学座付属の演劇研究所に入所し、研修科2年の時に文学座での初舞台を踏んだ。1991年3月、正式に文学座の座員となり、文学座公演を初めとする多数の舞台に出演している。また舞台と並行して声優としても活動している。

## 人物
趣味・特技はダンス。

## 出演

### 舞台
- オイディプス王
- オセロー
- シェルブールの雨傘
- 初代司法卿 江藤新平
- 魔女の宅急便
- ハムレット
- ミュージカル「聖闘士星矢」
- リア王
- リチャード三世
- 石を洗う[6]
- わが町[7]
- もうひとりのわたしへ[8]

他多数

### テレビドラマ
- 浅見光彦ミステリー 佐渡伝説殺人事件（1988年、日本テレビ）
- 恋しとよ君恋しとよ（1991年、NHK）
- 特救指令ソルブレイン（1991年、テレビ朝日） - 八田
- イエローカード（1993年、TBS）
- 終着駅シリーズ 碧の十字架（1994年、テレビ朝日）
- 武蔵 MUSASHI（2003年、NHK） - 桜田三郎
- 牟田刑事官事件ファイル 横浜〜函館大沼 崖の上の女、下の女!（2003年、テレビ朝日） - 新聞記者
- 相棒 season13（2014年、テレビ朝日）- 春日由紀夫
- ちむどんどん (2022年、NHK) - 屋良物産社長
- あんぱん（2025年、NHK） - 闇市の店主

### テレビアニメ
1993年
- ドラゴンリーグ（レオン、ドレイク）

1994年
- 赤ずきんチャチャ（1994年 - 1995年、リーヤの兄、ミケネコ博士、ニャンダバーZ、アクセス）

1995年
- ナースエンジェルりりかSOS（シオン）

1996年
- こどものおもちゃ（五條武史）
- るろうに剣心 -明治剣客浪漫譚-（佐渡島方治、山田、榊東馬）

1997年
- ケロケロちゃいむ（スーの父）

1998年
- おじゃる丸（1998年 - 、冷徹斎星月、ツッキー、きーちゃん、電ボ八老、未来ナレーション 他）
- セクシーコマンドー外伝 すごいよ!!マサルさん（松田達郎〈トレパン〉、エリック、ヨロシク仮面ナレーション）
- 名探偵コナン（1998年 - 2001年、町田浩、柳瀬隆一、下条登）

1999年
- 課長王子（イーバ）
- 十兵衛ちゃん -ラブリー眼帯の秘密-（尾崎幸四郎、竜乗寺亜門）

2000年
- 風まかせ月影蘭
- ビックリマン2000（ゲンコ酔牛、駆け込みジョーカー）

2001年
- チャンス〜トライアングルセッション〜（シンゴ）

2002年
- OVERMANキングゲイナー（エリアル・ニールセン）
- デジモンフロンティア（カラテンモン）

2003年
- 犬夜叉（落ち武者）
- スクラップド・プリンセス（ペータシュタール）

2004年
- ギャラクシーエンジェル（第4期）（レンブラント）

2008年
- ポルフィの長い旅（ボビー）

2013年
- DD北斗の拳（シュウ）
- 魔界王子 devils and realist（役者）

2014年
- 蟲師 続章（父親）

2015年
- 金田一少年の事件簿R（三橋健三）

2016年
- 夏目友人帳 伍（天崎）

2017年
- 信長の忍び（2017年 - 2018年、細川藤孝）- 2シリーズ

### 劇場アニメ
- ハウルの動く城（2004年）

### OVA
- 赤ずきんチャチャ（1996年、ミケネコ博士）
- るろうに剣心 -明治剣客浪漫譚- 追憶編（1999年、近藤勇）

### ゲーム
- 双界儀（1998年、金剛）

### 吹き替え

#### 映画
- アローン・イン・ザ・ダーク（エドワード・カンビー〈クリスチャン・スレイター〉）
- 恋におちたシェイクスピア
- ポワゾン（ファウスト）
- ラブ・オブ・ザ・ゲーム（マイク・ユードール）
- レナードの朝

#### ドラマ
- アウター・リミッツ
- アリー my Love
- ER XII 緊急救命室 #21,22（エバンス大尉〈ティム・グリフィン〉）
- WITHOUT A TRACE/FBI 失踪者を追え!（マーク）
- グッド・ワイフ（バクスター判事、ジェイソン・クラウス）
- バーナビー警部（デービット・ホワイトリー）
- ホーンブロワー 海の勇者（チャールズ・オロック）
- ミステリー・グースバンプス（マジソン巡査〈スコット・スピードマン〉）
- 名探偵モンク5、7
- ロスト・ワールド 失われた世界（パーク）

### ラジオドラマ
- FMシアター（NHK-FM）
  - 『マイライフ・アズ・ア・ドッグ』（2022年1月22日）[13]
- 青春アドベンチャー（NHK-FM）
  - 『謙信サマは今日も気まぐれ』（2025年5月12日 - 23日）[14] - 大熊朝秀、武田信玄 役